# 中国文化对日本文化的影响
中国对日本文化的影响是指通过中国传播或源自中国的中国影响对日本文化的影响。几个世纪以来，日本传统文化的许多方面，如道教、佛教、天文学、语言和饮食，都深受中国的影响。

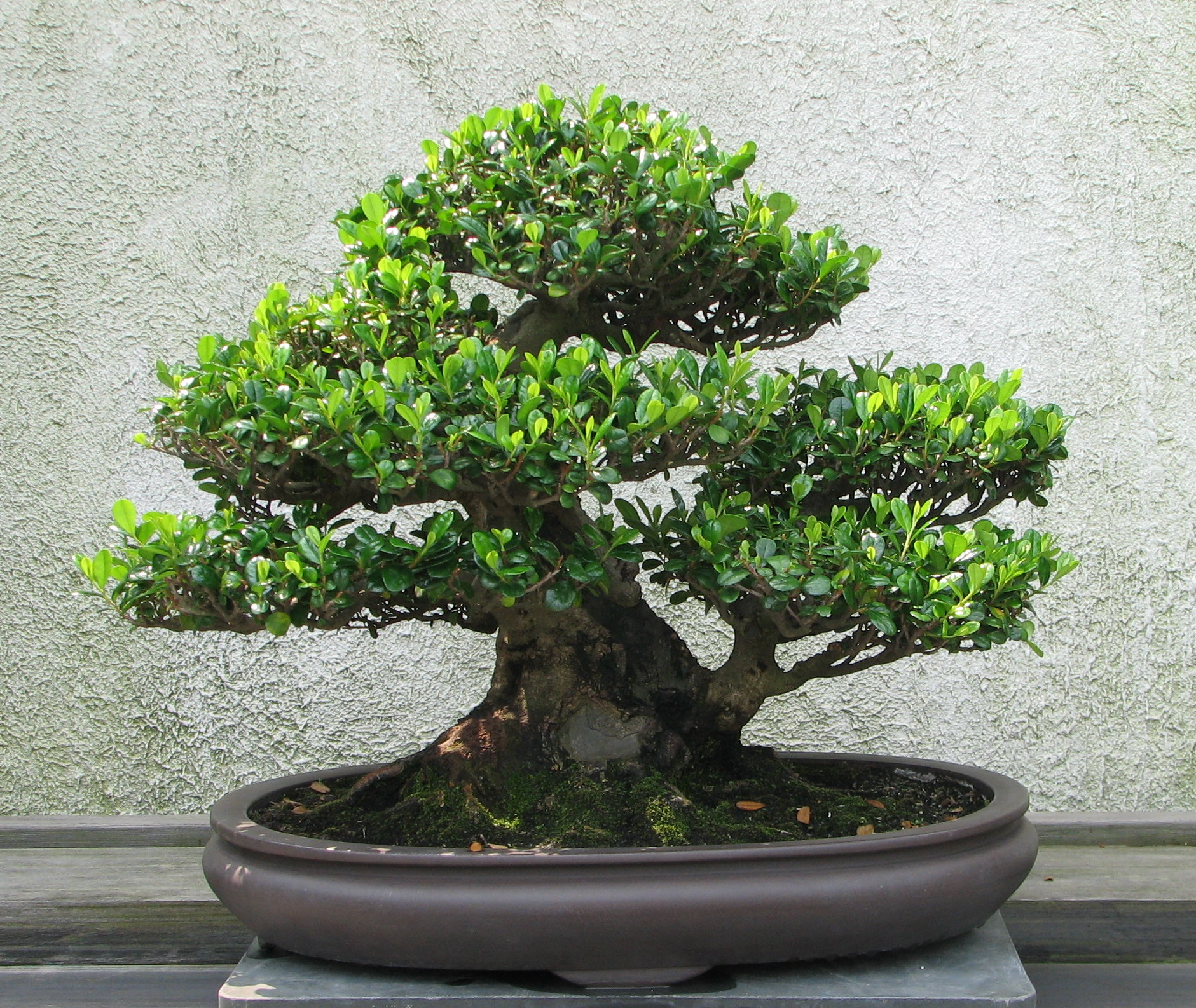
盆景, 受到中国盆景艺术的启发

## 历史
绳纹时代（约公元前400年）后期，中国的扩张引发了冲突，导致大量人口迁往日本。 这些移民主要来自亚洲大陆，更具体地说是朝鲜半岛和中国南部，他们带来了“新的陶器、青铜、铁和改进的金属加工技术”，这有助于改进现有的农具和武器。
中国文化的影响是朝鲜交流的间接影响，大约在公元1世纪至5世纪，朝鲜已经将中国文明的主要元素融入了自己的文化中，并从中调解了中日之间的交流。
传统的日本和服可以追溯到7世纪，当时日本皇室开始穿改编自中国服装风格的服装。吴服，丝绸和服的一个术语，指的是“呉”的服装, 或汉语中的“吴”，这让人想起了吴王朝。
公元82年的汉书指出，倭向朝鲜北部的朱恩（中国的郡）派遣了使者和贡品。为了进一步扩张，倭是日本南部和西部小国的联盟，重点是邪马台国。根据《汉书》的记载，这是第一次在提到中日交往时提到日本。另一个记载中国对日本文化影响的中文文献是公元297年的《魏志》。它指出，中国和日本的朝贡互动可以追溯到公元57年和107年。著名的权威人物，如卑弥呼，在公元189-248年左右派遣日本大使前往属于中国的部分地区。这种情况在古坟时代继续存在，因为特使继续从日本传递到中国。公元502年，十一位新的使者被派往中国。根据马克·卡特赖特的说法，这就是大和日本作为一个国际外交国家的出现。
与韩国相比，日本控制了从中国吸收文化影响，也称为“文化借用”。这意味着它“承认中国中土的文化优越性”，但始终坚持政治独立。除了控制文化借用的过程，日本在考虑其想要采用的思想和制度时也保持选择性。

## 现代影响
中国对日本文化的持续影响可以在现代最明显地体现在美食领域，日本中华料理就是一个例子。2010年代末，随着珍珠奶茶的流行，台湾也受到了影响。

## 对宗教的影响

### 道教
道教是一套宗教和哲学信仰，在考虑道的同时探索仪式和经文的思想。它可以追溯到公元前3世纪。作为中国哲学家的产物，它已经进入日本，因此随着与日本文化的接触而发生了重大变化。最初，随着道教在中国的发展，它是复杂的、多方面的，是新旧思想的不断再生。其融入日本文化的形式是作为日本律令制的一部分而引入的。因此，通过文本片段，道教逐渐进入日本文化，但与其最初的影响不同，即中国道教。
道教是否主要是中国文化还是仅受道教影响，也存在一定程度的不确定性。乔纳森·史密斯声称要区分什么是中国传统的一部分，什么是道教本身的遗产，有些元素是“道教的”和“道教的味道”。
基于这一概念，日本哲学家三浦国雄将道教的特定元素区分为属于中国文化的元素，或是道教引入日本文化后转移到日本文化中的元素。三浦国雄进一步声称，七世纪出现在日本的元素，如“日历制作、天文/占星术和占卜”，属于中国文化。神仙信仰、道教经典和庚申信仰等元素作为道教的一部分被转移到日本。

### 佛教
佛教现在是世界上最大的宗教之一，最早出现在公元前6世纪左右的印度。佛教有三大教派，包括南传佛教（“小乘佛教”）、大乘佛教（或“大乘教”）和金刚乘佛教（密宗佛教或“金刚乘”）。公元552年，佛教通过中国和朝鲜传入日本。
此外，佛教受到了当权者的鼓励，比如圣德太子。他认为佛教在“促进中国思想”方面至关重要。在佛教的三个分支中，大乘佛教最早植根于日本文化。尤其是中国禅宗，一个中国的大乘学派，作为日本禅宗传播到日本。

#### 佛教宗派的介绍和建立
中国对日本宗教影响的另一个例子是金刚佛教的传入。平安初年，几位在中国学习宗教的日本僧人回国，通过创建佛教宗派，建立了金刚乘佛教。具体来说，两位学者僧侣，即最澄和空海，帮助创建了天台宗和真言宗。天台宗是最澄从中国唐朝回来后于805年创立的，他帮助建立了稳固的金刚学。
804年，最澄前往中国进行了11个月的旅行，以寻找中国佛教学校天泰（或天台）。最澄想要将天道传承的理念转移到日本，但要保持最初中国佛教学派的真实性。在明周的最后一个月，最澄去了岳州，收集更多关于密宗（金刚乘）的宗教文本。在那里，他基本上遇到了顺孝神父，他向他介绍并指导了金刚乘佛教。最澄在访问岳州后，取回了与仪式有关的佛教仪器、金刚山女神的绘画和38本与密宗有关的宗教文本。根据几篇历史研究，“天代派内外都表明，赛奇在中国与三木的相遇是相当偶然的”。 此外，根据日本历史学家索诺达的说法，斋治原计划派遣两名弟子来研究天道，但由于桓武天皇能够说服斋治亲自前往并领导这段旅程，这一计划在最后一刻发生了变化。
从那里开始，最澄帮助为神宫派在806年由空海引入“铺平了道路”。为了让两位创始人都能从佛教的传入中受益，最澄站在空海身后，帮助他获得了京都西北部的高山寺，并将其打造成了最初的神宫派。作为回报，空海帮助教育和训练最澄和他的追随者金刚乘仪式。此外，空海还分享了他在最后一次访问中国岳州时收到的密宗文本。

## 中国天文学的影响
同志社大学教授宫岛和彦认为，日本深受中国天文学和占星术的影响。 日本人首先从韩国人那里学到了中国天文学，韩国人直接从中国人那里学到了天文学。天文学的影响植根于政府部门，这是中国模式的直接影响，后来被称为“阴阳道”。该办公室负责与天文学和占星术有关的特定信息，这两个领域都是道教的一部分。办公室的四个部门是“天象占卜、历法计时和阴阳占卜”。 这两个部门的职责类似于中国的太史和太卜。
在基本方向方面，像南岩野宫和黑条京这样的城市的主要街道的方向是通过“学习中国的测量方法”来实现的。
此外，日本的星图也受到了中国天文学的影响，因为日本的几张星图都有相同的中国恒星名称。它们是中国人直接复制的，但只有少数仍然很受欢迎。被誉为“江户时代第一位官方天文学家”的柴川春美发表了两种星图，它们是根据来自韩国的中国传统模型改编的。 一些星图是由高桥嘉也和石坂佐根创建的，仍然受到西方天文学的启发，西方天文学基本上是通过《天清火门》一书通过中国登陆日本的。这本书在中国的流行是短暂的，因为它的简化、错误和不准确，但它在日本非常流行。

## 语言
汉字：汉字在日本的用法
汉字是日语书写中使用的汉字。中国的书写系统首先影响了日语口语，因此“为智力创造力提供了关键的载体”。它在日本的起源可以追溯到古坟时期，据信其引入时间在公元300年至710年之间。
据信，日本的书写系统是通过其书面语言受到中国人的影响的。一开始，日本的大部分写作都是由用中文写作的移民职员完成的。特别是一个人，被称为王仁，帮助将汉字引入日本。王仁是一位学者，于4世纪末从朝鲜王国之一百济（也称百济）来到这里。据推测，他把11卷中国著作带到了日本。王仁留在日本，并帮助启发了后来被称为 "文人 "的文士群体。在5世纪和6世纪，识字率很低，仅限于移民群体及其家庭。写作和学习汉语的行为是在5世纪初在日本发起的。
在7世纪，日本贵族学者开始以经商为目的学习中文阅读和写作。
据说汉字的采用具有挑战性，但其结果允许大和日本建立一个官僚机构。它还帮助日本权威人物获得了对氏族和农民的控制权。此外，汉语被引入日语，拓宽了日本获取科学、宗教、艺术和哲学等广泛学科教育文本的途径。因此，随着日本学生开始掌握汉语，他们可以去中国旅行，从而继续学习语言和文化。
有人说，公元4世纪汉字和学习的引入凸显了“日本文化发展的转折点”。

## 政府
645年，中通无镰仓创建了名为藤原的氏族。它一直掌权到11世纪，当时军事阶层（或侍）占据了它的地位。在藤原氏家族之后，646年进行了太卡改革，并帮助创建了一个受中国模式影响的新政府体系。土地由国家购买，因此要公平地重新分配给所有人。土地改革是“引入同样来自中国的新税制”的门户。

## 展览馆
许多文化项目是中日文化遗产的一部分：以下是几个例子：

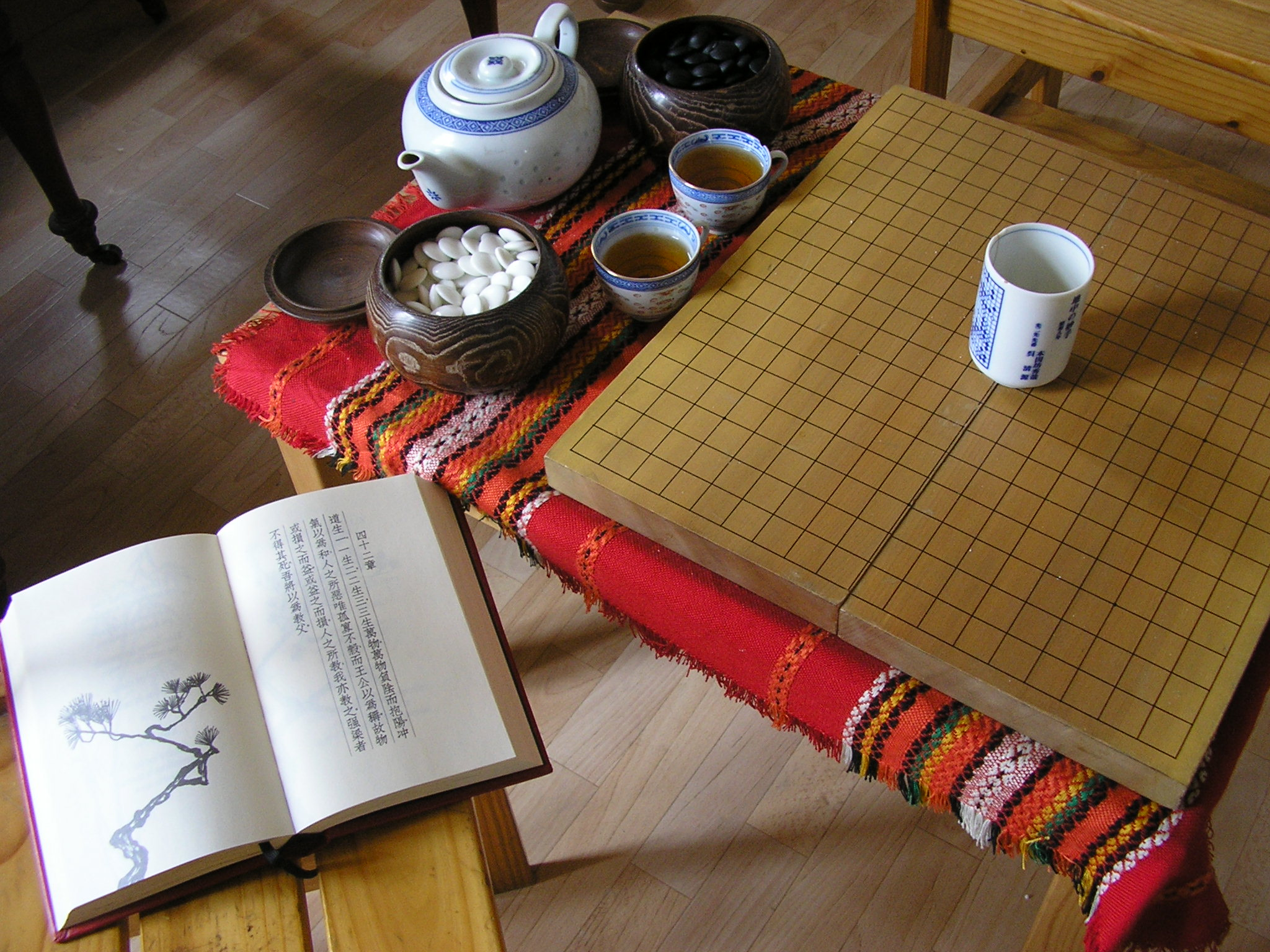
Kanji writing, porcelain, tea and the game of Go
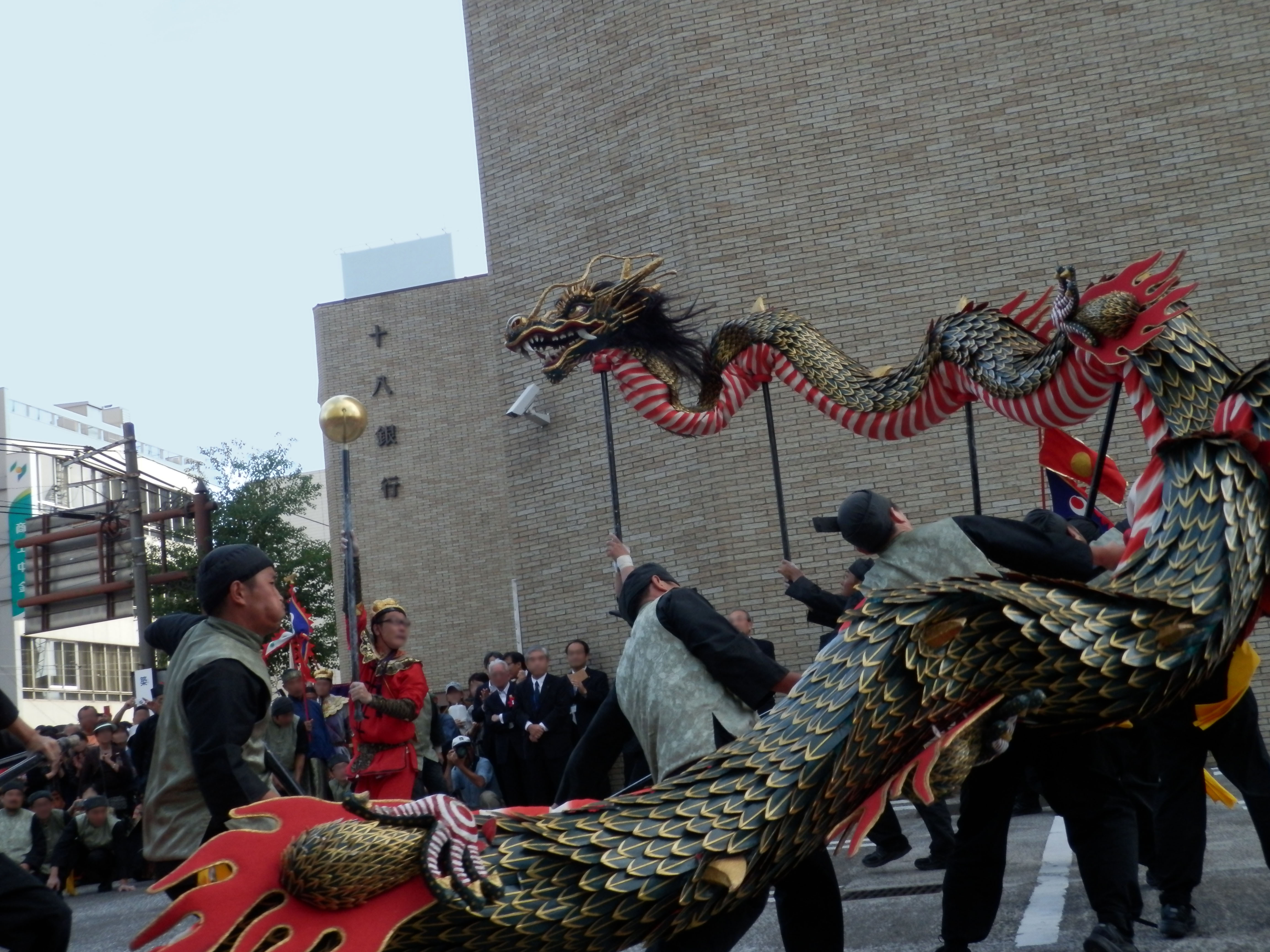
Nagasaki kunchi in Nagasaki, inspired by dragon dance